# Feliks Janiewicz

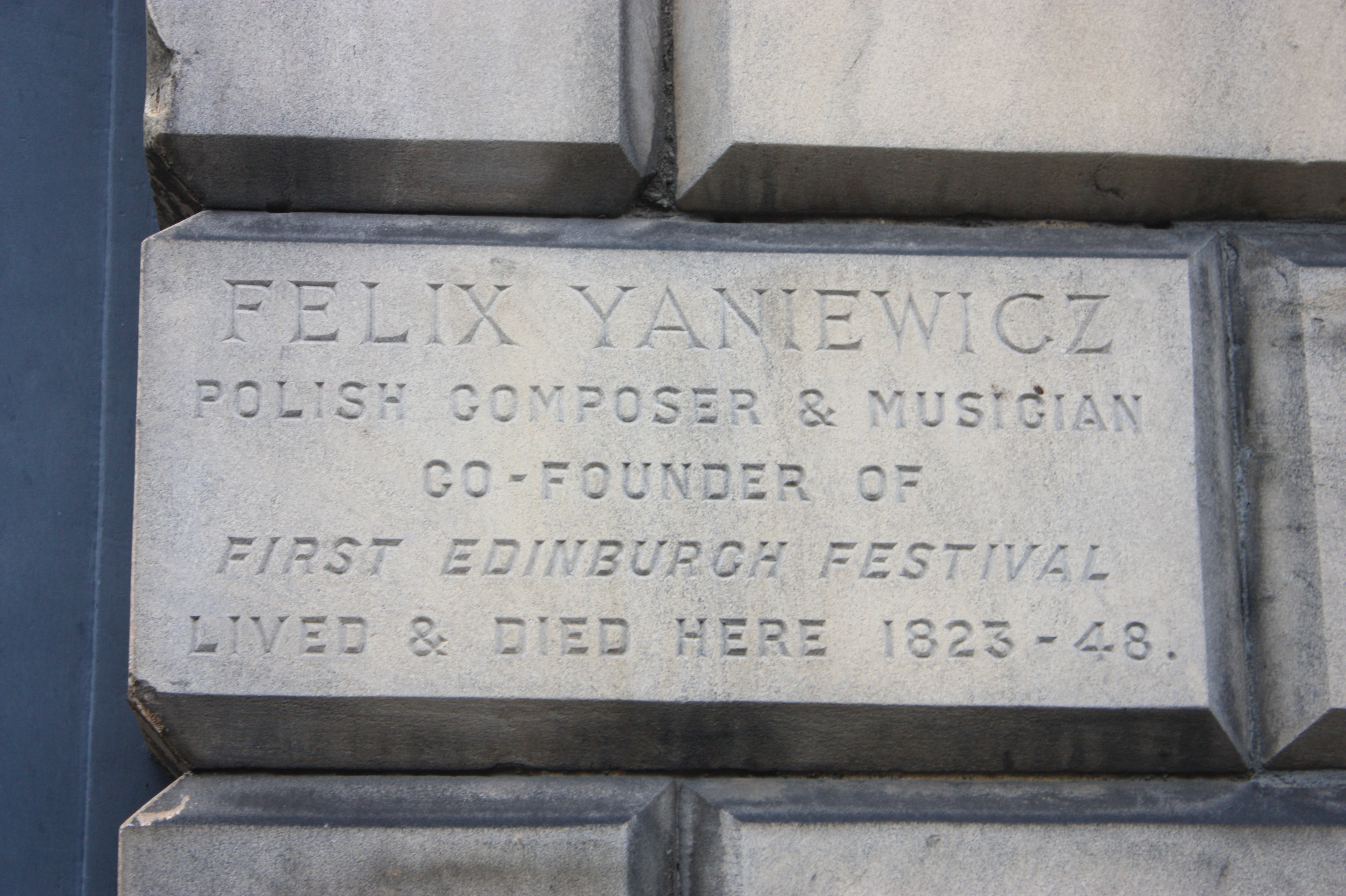

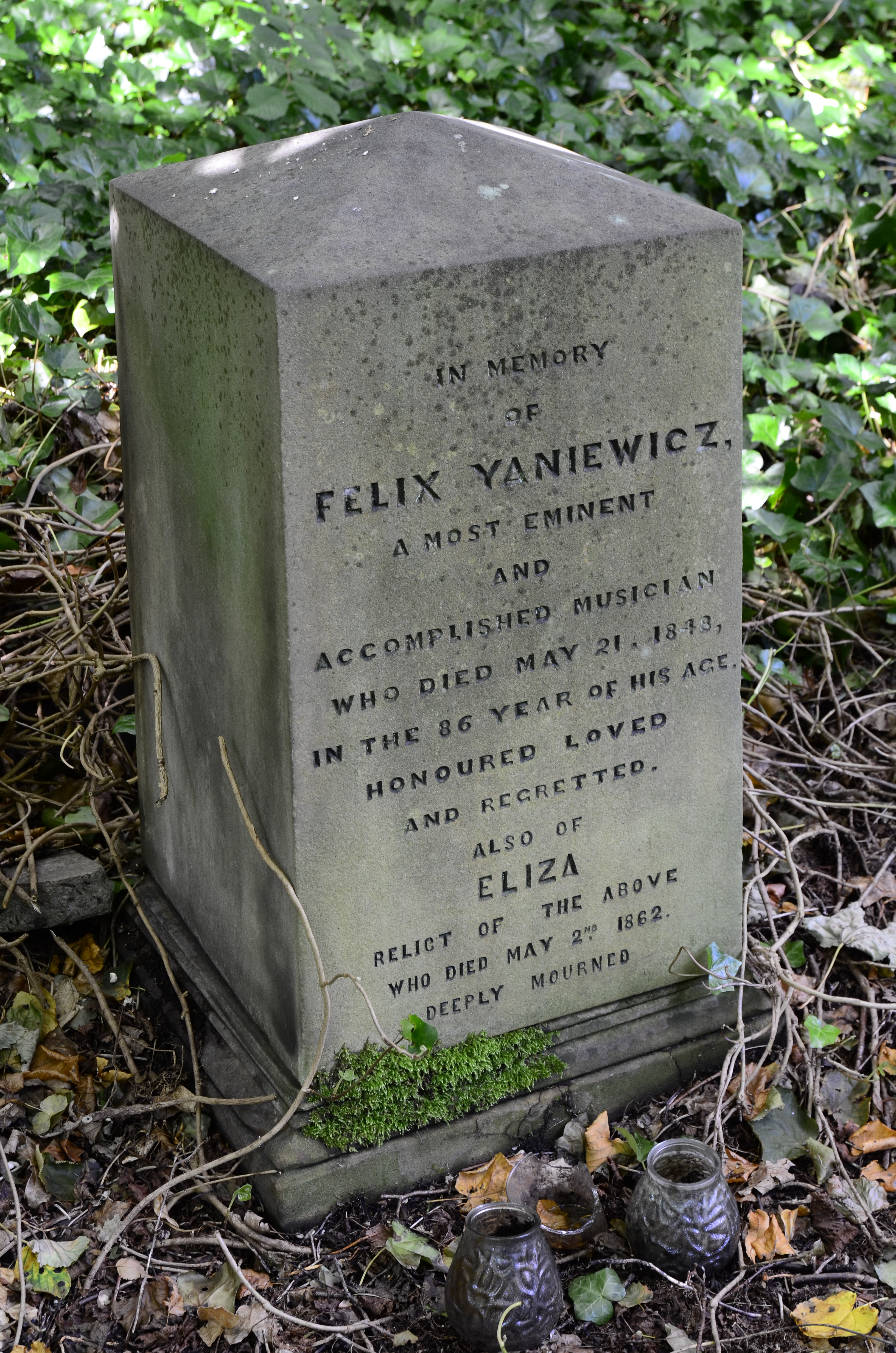

Feliks Janiewicz (Vilnius, 1762 – Edimburgo, 21 maggio 1848) è stato un compositore e violinista polacco.

## Biografia
In giovane età fu violinista alla Cappella reale polacca, successivamente, verso il 1785, viaggiò alla volta di Vienna per vedere e ascoltare Franz Joseph Haydn e Wolfgang Amadeus Mozart. Dall'Austria accompagnò una principessa polacca in Italia, allo scopo di rifinire la sua arte con i maestri italiani dell'epoca. Trascorse in Italia tre anni. A Parigi, comparve ai Concert Spirituel dove fu ingaggiato da Luigi Filippo II di Borbone-Orléans. Lasciò Parigi nel 1790 e non si ripresentò in pubblico che nel 1792 a Londra, debuttando ai Salomon's Concerts.
Durante gli anni seguenti estese le sue esibizioni violinistiche a Manchester, a Liverpool e all'Irlanda. A Liverpool incontrò Miss Breeze, che sposò nel 1800. A Manchester ebbe come allievo Joseph Bottomley, musicista e compositore.
Dal 1815 risiedette a Edimburgo. Si ritirò nel 1829 e morì diciannove anni dopo, all'età di 86 anni.

## Opere
- Cinque concerti per violino:
  - Concerto n° 1 in fa maggiore (circa 1788 ?)
  - Concerto n° 2 in mi maggiore (circa 1788 ?)
  - Concerto n° 3 in la maggiore (circa 1791 ?)
  - Concerto n° 4 in la maggiore (circa 1797 ?)
  - Concerto n° 5 in mi minore (circa 1803 ?)
- Concerto per fortepiano (circa 1800 ?)
- Sei trii per due violini e violoncello
- Sei divertimenti per due violini
- altra musica da camera, pezzi per fortepiano e canzoni